# Sandland
Sandland (japanska: サンド ランド?) är en mangaserie i målgruppen shōnen, skriven och tecknad av Akira Toriyama. Den gavs ut av Shueisha i magasinet Shūkan Shōnen Jump år 2000. Shueisha samlade senare kapitlen till en tankōbon (pocketutgåva). Handlingen kretsar kring sheriffen Lao samt demonerna Belsebub och Tjuven, som ger sig ut på en resa efter vatten i ett land kallat Sandlandet. Vattnet har försvunnit på grund av att det har varit krig i världen och man har drabbats av en svår torka. 
Efter utgivningen i Japan översattes Sandland till andra språk som exempelvis svenska och trycktes i Manga Medias tidning Shonen Jump innan den utgavs som en egen pocket av Bonnier Carlsen i december 2005. Under 2020-talet adapterades serien till flera olika medier, först som animefilm, sedan kom en ONA-serie i två delar på Disney+ och till sist ett datorrollspel för diverse spelkonsoler.

## Tillkomst och utgivning
Det som skiljer Sandland från Akira Toriyamas andra serier är att han hade en vag idé om tema och handling innan han började teckna. Serien har getts ut i 14 kapitel av Shueisha i Shūkan Shōnen Jump, från 9 maj till 8 augusti 2000. Den släpptes sedan som en tankōbon i november 2000. En specialutgåva i kanzenban-format utkom i augusti 2023.
Översättningar av mangan har givits ut på spanska (2001, i Mexiko 2008), franska (2002), tyska (2002), engelska (2003), danska (2004), svenska (2005), finska (2005) och portugisiska (2020). I Sverige översattes utgåvan av Simon Lundström och publicerades först i tidningen Shonen Jump (åren 2004–2005) via Bonnier Carlsens och Full Stop Medias gemensamma förlagsetikett Manga Media, därefter som pocket den 1 december 2005. Den engelskspråkiga översättningen blev publicerad i det månatliga magasinet Shonen Jump från januari till november 2003 av Viz Media. Kapitlen samlades i en volym.

### Kapitel
Här nedan återges kapitlen på svenska.
1. Avresa
2. Rövarbandet
3. Stridsvagnen
4. Den flygande pansarvagnen
5. Den mörka sanningen
6. Laos skyddsgud
7. Stridsvagnsstrid
8. General Shiva och general Ale
9. Det som sandstormen fann
10. Drömmarnas sjö
11. Vattenkällans hemlighet
12. Demonen Belsebub
13. Slutstriden
14. Flod

## Handling

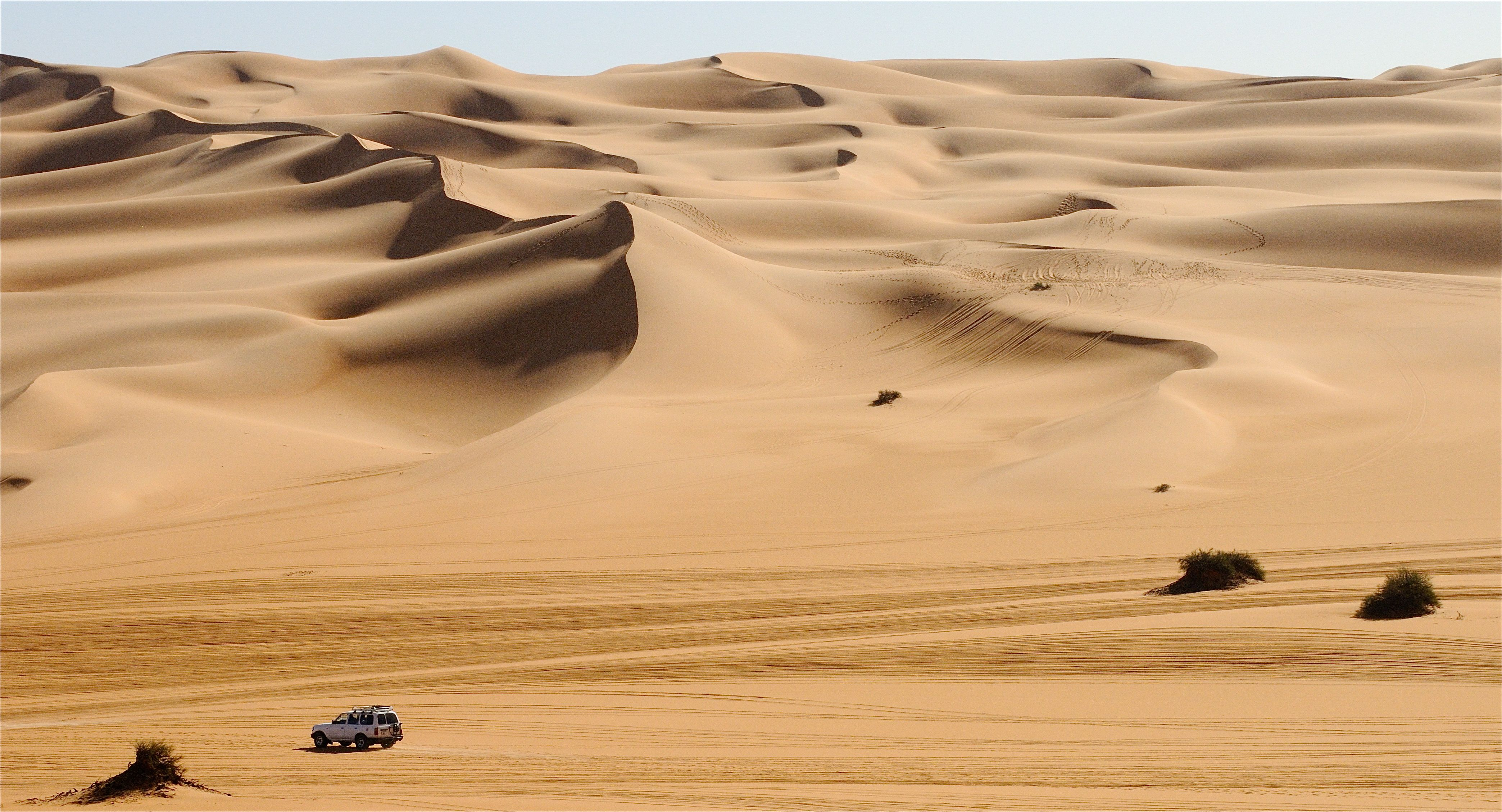
Serien äger rum i ett ökenlandskap befolkat av människor och demoner.

Efter flera krig och klimatförändringar har jorden blivit till ett varmt land (benämnt som Sandlandet) där en lömsk kung kontrollerar vattnet. Sheriffen Lao, som är trött på kungens penningbegär, bestämmer sig för att leta efter en mytomspunnen sjö i söder längs en uttorkad flodbädd. Han får sällskap av två demoner, Belsebub och Tjuven.
Under resan stjäl de en stridsvagn utrustad med antistenar (en ädelsten som kan upphäva tyngdkraften) från kungens armé och får reda på sanningen bakom vattenbristen. Många år tidigare hade det klipska folket Pichinerna (ピッチ 人, Pitchi hito) byggt en maskin som skapade vatten med hjälp av ämnet aquanium, något överbefälhavare Zeu fått nys om och därför gett order om att spränga maskinen. Sheriff Lao, då känd som general Shiva, hade befälet över stridsvagnarna som sköt, i tron att Pichinerna tillverkat ett vapen som skulle förstöra världen. I explosionen dog Laos hustru och det gjorde att han lämnade armén.

### ONA
ONA-seriens avsnitt 7–13 tar vid där mangan slutar, som en direkt fortsättning på berättelsen och utspelar sig huvudsakligen i Sandlandet, men också i Skogslandet.

## Rollfigurer

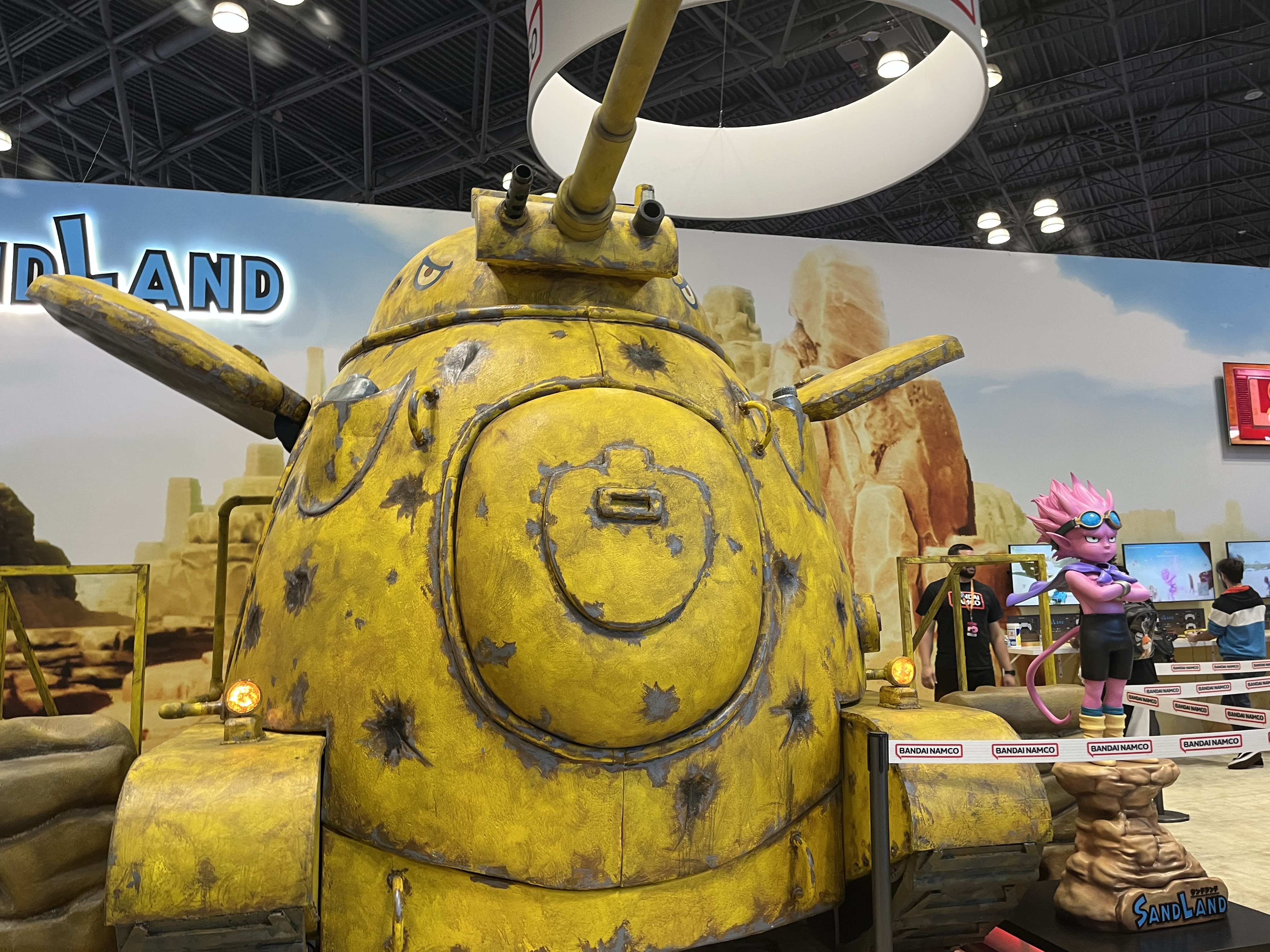
Modell av arméns stridsvagn jämsides med en staty av rollfiguren Belsebub.

- Belsebub[k] (ベルゼブブ, Beruzebubu) – Namngiven efter Beelzebub, prins av demonriket och son till Satan.[l] Belsebub följer med sheriff Lao för att han inte ville hamna i tristess. Han är på gränsen till odödlig.[8]
- Sheriff Lao[m] (ラオ, Rao) – Bor i människobyn nära demonernas boning. En gång i tiden var han känd som general Shiva (シバ将軍, Shiba Shōgun) och stred för kungen som stridsvagnsförare. Efter att ha sett den sällsynta vattenfinken (en sorts fink), som livnär sig på sötvattensfisk, bestämmer sig Lao för att leta efter "Drömmarnas sjö"[n] och frågar demonerna om hjälp.[8]
- Tjuven[o] (シーフ, Shīfu) – Belsebubs assistent som följer med på resan fast han inte vill. Tjuven är en blandning av människa och demon och kan sno vad som helst när som helst, ibland under förklädnad som jultomten.[8]
- General Ale[p] (アレ将軍, Are Shōgun) – Befälhavare över kungens armé som försöker till en början hindra Belsebub, Lao och Tjuven från att hitta vattenkällan.[8]
- General Zeu (ゼウ大将軍, Zeu Daishōgun) – En cyborg som är överbefälhavare i kungens armé.[8]
- Kungen (国王, Kokuō) – Sandlandets kung som gör vinst genom att sälja vatten på flaska till ett dyrt pris. Han är i maskopi med general Zeu.[8]
- Satan[q] (サタン, Satan) – Kung av demonriket och far till Belsebub.
- Simmarna (スイマーズ, Suimāzu) – Ett av skurkgängen som Belsebub, Lao och Tjuven möter på sin resa efter kungens vattenkälla. Gänget består av Pappa (パパ, Papa) och sönerna Gäddan[r] (パイク, Paiku), Hajen[s] (シャーク, Shāku) och Guppy (グッピー, Guppī).
- Doktor Pose[t] (ドクター・ポセ, Dokutā Pose) – En vetenskapsman som skapade Insekterna[u] (蟲人間, Mushi ningen) till kungens armé i deras laboratorium för vapen.[4]
- Ann (アン, An) – En mekaniker och prinsessa av Skogslandet som slår följe med Belsebub, Lao och Tjuven i ONA-serien.
- Muniel (ムニエル, Munieru) – En ängel som insisterar på att han är Skogslandets enda befriare och hjälte i ONA-serien.

## I andra medier

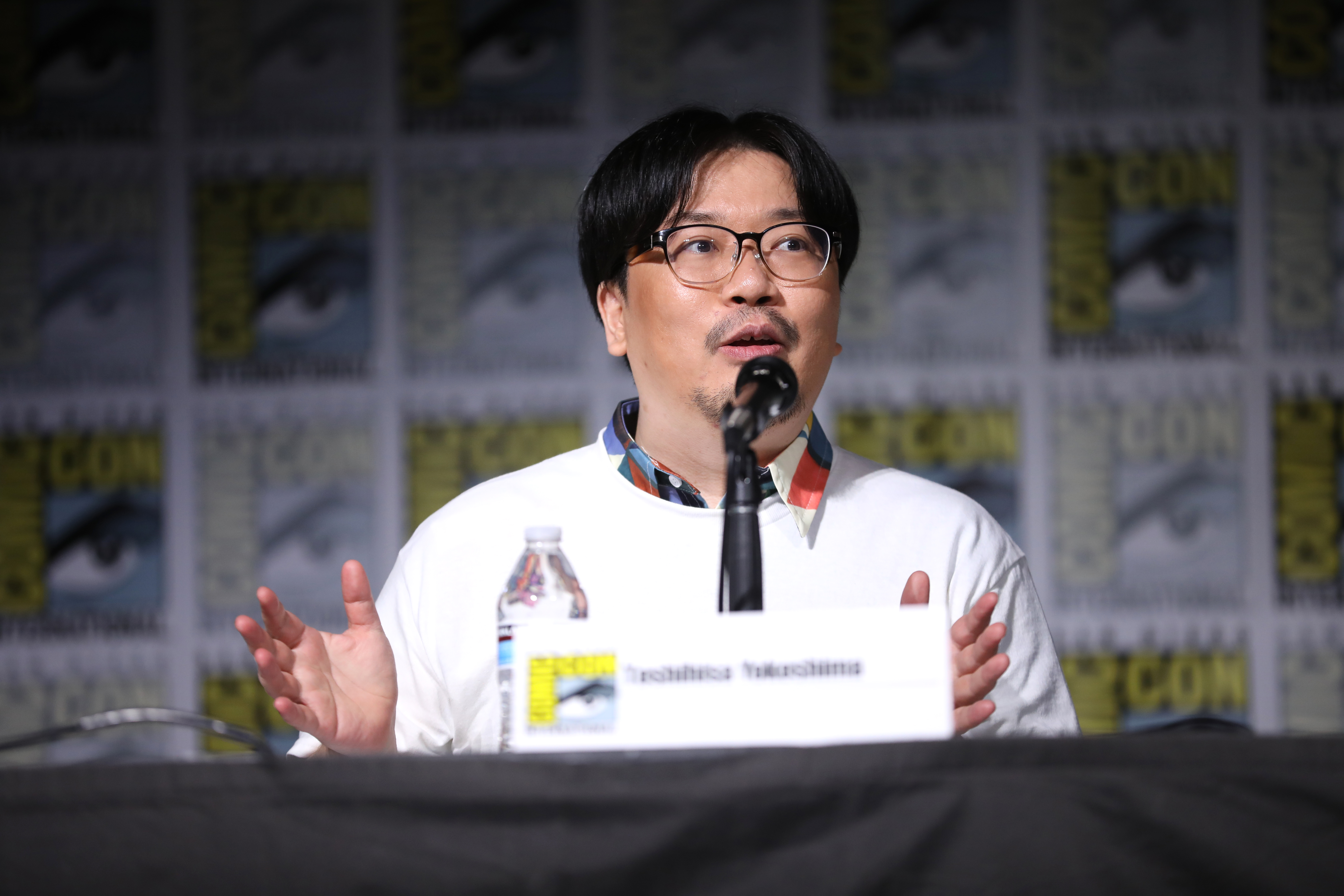
Regissören Toshihisa Yokoshima ger information om animefilmen innan debutvisningen vid San Diego Comic-Con i juli 2023.

I december 2022 annonserades satsningen "Sand Land Project" av Bandai Namco, där planen var att adaptera mangan till nya medier. Den första adaptionen var en animefilm. Vid Summer Game Fest 2023 tillkännagavs ett datorrollspel till Playstation 4, Playstation 5, Xbox Series X/S och Microsoft Windows genom Steam. Spelet lanserades internationellt den 26 april 2024 och fick ett blandat mottagande av recensenter enligt Metacritic, som samlar och sammanställer recensioner.
Animefilmen producerades av Sunrise, Kamikaze Douga och Anima och visades på bio i Japan i augusti 2023. En ONA-serie med titeln Sand Land: The Series började sändas internationellt på Disney+ den 20 mars 2024 under deras kategori Star, som riktar sig till vuxna tittare. Animationsstilen är i både 2D och 3D. Produktionsteamet för filmen och ONA-serien bestod av regissören Toshihisa Yokoshima, hans rådgivare Hiroshi Kōjina, manusförfattaren Hayashi Mori, ljudregissören Yoshikazu Iwanami och kompositören Yūgo Kanno. Filmens ledmotiv "Utopia" (ユートピア) framförs av sångaren Imase.
Serien består av 13 avsnitt varav sju blev tillgängliga direkt (resterande sex avsnitt släpptes veckovis). Säsongen är uppdelad i två delar och de första sex avsnitten i "Berättelsen om den onda prinsen", återberättade filmen med gamla och nya scener medan de sju sista avsnitten i "Berättelsen om ängelhjälten", är en fortsättning som konceptualiserades av Toriyama. För övrigt var rollbesättningen densamma med undantag av säsongens andra del, som introducerade de två nya rollfigurerna Ann och Muniel, samt området Skogslandet. Låtarna "Water Carrier" och "Drive My Idea" (ドライブ・マイ・イデア) är ledmotivet i för- och eftertexterna, framförd av bandet Kroi respektive Tempalay. Filmen släpptes som Blu-ray- och DVD-utgåva den 29 maj 2024 i Japan. Ett soundtrack till filmen och ONA-serien gavs ut den 5 juni 2024. Albumet omfattar fyra CD-skivor där alla spår är komponerade av Kanno.

### Röstskådespelare
| Roll         | Originalröst      | Engelsk röst        |
| ------------ | ----------------- | ------------------- |
| Belsebub     | Mutsumi Tamura    | Risa Mei            |
| Sheriff Rao  | Kazuhiro Yamaji   | John Lipow          |
| Tjuv         | Chō               | Owen Thomas         |
| General Are  | Satoshi Tsuruoka  | Andrew Lander       |
| General Zeu  | Nobuo Tobita      | Shawn Smith         |
| Kungen       | Chafūrin          | Alan Adelberg       |
| Lucifer      | Akio Ōtsuka       | Keith Silverstein   |
| Pappa        | Tomokazu Sugita   | Erik Braa           |
| Gädda        | Kōji Yusa         | Pranshu Mishra      |
| Haj          | Hiroyuki Yoshino  | Rick Zieff          |
| Guppy        | Masafumi Kobatake | Bobby Foley         |
| Doktor Posé  | Eiji Yoshitomi    | Bill Rogers         |
| Ann          | Mikako Komatsu    | Kira Buckland       |
| Muniel       | Ayumu Murase      | Seth Fuentes        |
| General Bred | Tesshō Genda      | Mike Smith          |
| Lango        | Yōji Ueda         | Bryan Daniel Porter |
| Lilith       | Yūko Kaida        | Sasha Sloan         |
| Kung Jam     | Shōto Kashii      | Dan Woren           |

### Avsnitt
| Berättelsen om den onda prinsen |                                                                             |               |
| 1                               | "Avresa" "悪魔と人間の旅立ち (Akuma to Ningen no Tabidachi)"                | 20 mars 2024  |
| 2                               | "Kungliga arméns hemlighet" "国王軍の秘密 (Kokuōgun no Himitsu)"            | 20 mars 2024  |
| 3                               | "En man som kallas legend" "伝説と呼ばれた男 (Densetsu to Yoba Reta Otoko)" | 20 mars 2024  |
| 4                               | "Bortom sandstormen" "砂嵐の向こうに (Sunaarashi no Mukō ni)"               | 20 mars 2024  |
| 5                               | "De fruktansvärda insektsmännen" "恐怖の虫人間 (Kyōfu no Mushi Ningen)"     | 20 mars 2024  |
| 6                               | "Den onda Belsebub" "悪魔のベルゼブブ (Akuma no Beruzebubu)"                | 20 mars 2024  |
| Berättelsen om ängelhjälten     |                                                                             |               |
| 7 (1)                           | "Mot nya äventyr" "いざ!新たな冒険へ (Iza! Aratana Bōken e)"                | 20 mars 2024  |
| 8 (2)                           | "Uppdrag: Smyga in i huvudstaden!" "潜入大作戦! (Sen'nyū Dai Sakusen!)"     | 27 mars 2024  |
| 9 (3)                           | "Djävulskraft" "悪魔の力 (Akuma no Chikara)"                                | 3 april 2024  |
| 10 (4)                          | "Muniels urna" "ムニエルの壺 (Munieru no Tsubo)"                            | 10 april 2024 |
| 11 (5)                          | "Flygande fästningen Garam" "空中要塞ガラム (Kūchū Yōsai Garamu)"           | 17 april 2024 |
| 12 (6)                          | "Slutstriden!" "最終決戦!! (Saishū Kessen!!)"                               | 24 april 2024 |
| 13 (7)                          | "Striden når sitt slut" "戦いの果てに (Tatakai no Hate ni)"                 | 1 maj 2024    |

## Mottagande

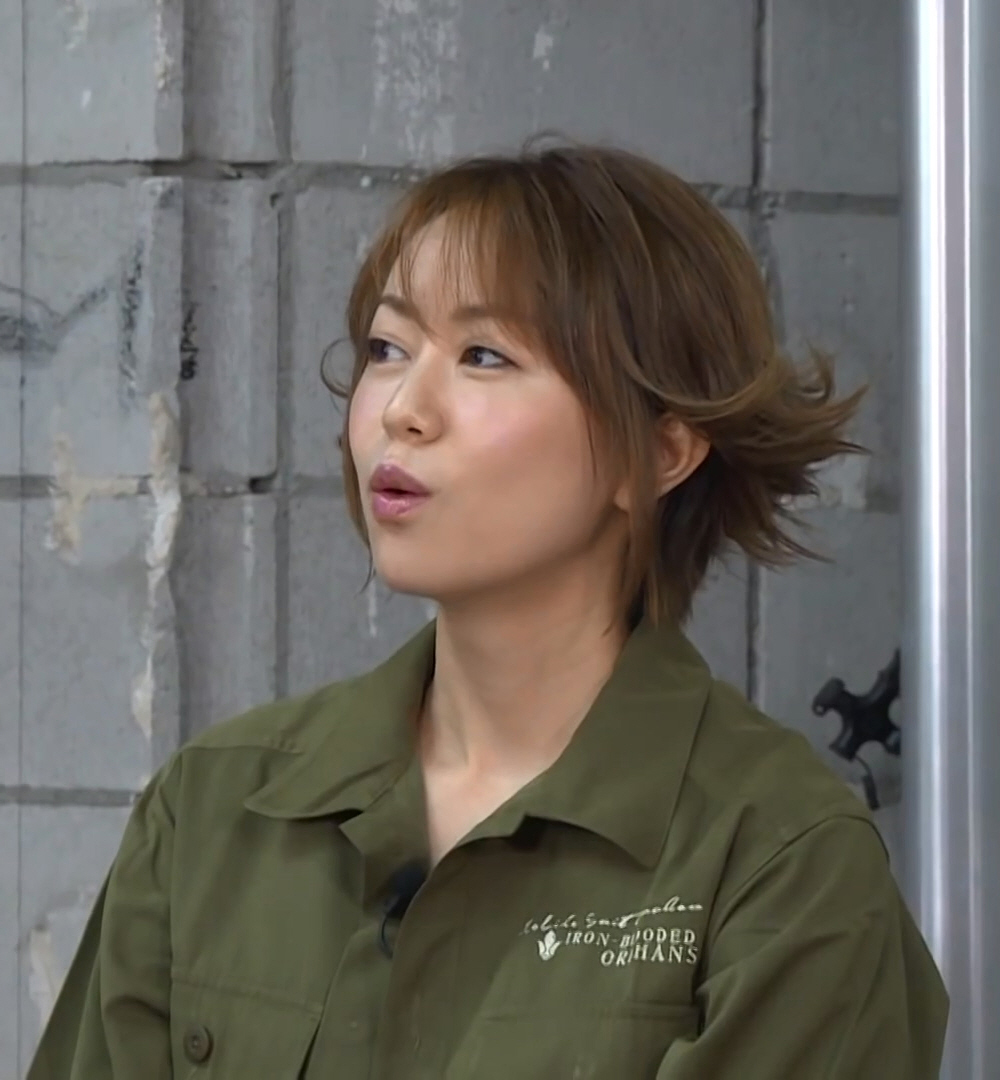
Skådespelaren Mutsumi Tamura blev hyllad för sin rolltolkning av Belsebub i animefilmen.

Recensenten Greg McElhatton för Read About Comics kallade Sandland "den perfekta engångsserien." Han beskrev serien som rolig och lättsam med ett unikt persongalleri, men inte speciellt minnesvärd eller djup. Toriyamas tecknarstil fick beröm och ansågs vara bättre än den i hans tidigare verk Dragon Ball. John Jakala från Anime News Network höll med angående tecknarstilen och tyckte att Toriyama gjorde ett "mästerligt jobb", med att i det första kapitlet framhäva karaktärsdragen hos varje rollfigur.
Animefilmen fick juryns särskilda omnämnande i kategorin "Animation" vid Fantasia International Film Festival 2023 i Kanada. Filmen nådde upp till sjätte plats på den japanska biotoppen under öppningshelgen.
Kalai Chik på Anime News Network benämnde filmen som en "feelgood popcorn-film" och gav den betyget B+. Enligt Chik var filmens manus dess starka sida: "Trots att det är en berättelse om konsekvenserna av krig, global uppvärmning och företagens girighet, så blir budskapet aldrig komplicerat." Matt Schley från The Japan Times gav filmen tre av fem stjärnor och motiverade betygsättningen med att det var en okomplicerad och humoristisk film, särskilt på grund av dialogerna mellan de tre huvudrollsfigurerna Belsebub, sheriff Lao och Tjuven.
Sand Land: The Series möttes av positiva reaktioner. Skribenten Hidzir Junaini för NME hyllade serien och skrev att den var ett "passande farväl för en av mangans storheter", syftande på Toriyamas bortgång. I betyg fick den fyra av fem stjärnor. På IGN beskrevs den som "fantastisk" med betyget 9/10. Toussaint Egan från Polygon hyllade också serien med följande motivering: "Framgången med Sand Land: The Series är ett bevis på att hans verk kommer att leva vidare i många år framöver."